# Gregor Woschnagg
Gregor Woschnagg (* 23. August 1939 in Bern, Schweiz) ist ein österreichischer Diplomat. Er war von September 1999 bis März 2007 ständiger Vertreter Österreichs bei der EU.

## Leben
Gregor Woschnagg erhielt seine Schulbildung in der Schweiz und in Österreich. Von 1960 bis 1965 studierte er Rechtswissenschaft an den Universitäten Wien, Grenoble und Cambridge. Danach absolvierte er bis 1966 ein Postgraduales Studium in Europarecht und Nationalökonomie am Collège d' Europe im belgischen Brügge.
Nach einem Gerichtsjahr trat er in die Abteilung Wirtschaftliche Integration des österreichischen Bundesministeriums für auswärtige Angelegenheiten (Außenministerium) ein.
Von 1968 bis 1973 arbeitete er in der UN-Vertretung Österreichs bei den Vereinten Nationen in New York, und danach, bis 1975 war er in der österreichischen Botschaft in Kairo tätig. Anschließend wurde er zum Leiter der Abteilung Presse und Information – erneut im österreichischen Außenministerium – bestellt. Er fungierte hierbei als Pressesprecher der österreichischen Außenminister der Regierung Kreisky – Erich Bielka und Willibald Pahr. Diese Funktion übte er bis 1981 aus, als er dann zum österreichischen Botschafter in Nairobi und zum ständigen Vertreter Österreichs bei den UN-Organisationen UNEP (Umweltschutz) und HABITAT (Städteplanung) in Nairobi ernannt wurde. Anschließend, ab 1986, wurde er erneut ins österreichische Außenministerium bestellt, dieses Mal als Leiter des Generalsekretariates, welcher er bis 1987 blieb.
Von 1987 bis 1996 war er Stellvertreter des österreichischen EU-Botschafters Manfred Scheich, welchem er auch bei den Beitrittsverhandlungen Österreichs zu EWR und EU assistierte. Von 1993 bis 1996 fungierte er zudem auch als stellvertretender Leiter der Wirtschafts- und integrationspolitischen Sektion im Außenministerium, welche er von 1997 bis 1999 dann auch leitete. Von September 1999 bis 2007 war er Ständiger Vertreter Österreichs bei der Europäischen Union in Brüssel.
Seit März 2007 befindet Gregor Woschnagg sich in aktivem Ruhestand und berät die Österreichische Industriellenvereinigung in Europafragen. Seit 2008 ist Gregor Woschnagg Vizepräsident der überparteilichen Österreichischen Gesellschaft für Außenpolitik und die Vereinten Nationen (ÖGAVN). Seit April 2010 ist er Präsident des Ehrenkomitees der Spanischen Hofreitschule. Seit Oktober 2010 fungiert er gemeinsam mit Bernd Hermann und Eva Nowotny als Schirmherr des Diplomlehrgangs "Global Advancement Programme".
Gregor Woschnagg hat mehrere Publikationen über wirtschaftliche und außenpolitische Fragen veröffentlicht. Gemeinsam mit seiner Frau (Tochter des ehem. Leiters der Spanischen Hofreitschule Hans Handler), mit welcher er drei Kinder hat, veröffentlichte er auch ein Buch über Kenia.

## Auszeichnungen
- 2004: Großes Silbernes Ehrenzeichen mit dem Stern für Verdienste um die Republik Österreich[3]